# Patrick Vroegh
Patrick Vroegh (Herwijnen, 29 november 1999) is een Nederlands voetballer die als middenvelder en verdediger voor Sparta Nijkerk speelt.

## Carrière
Patrick Vroegh speelde in de jeugd van Willem II en Vitesse. Op 28 augustus 2016 debuteerde hij voor Jong Vitesse in de Tweede divisie, in de met 4-2 gewonnen thuiswedstrijd tegen AFC. Met Jong Vitesse degradeerde hij naar de Derde divisie Zondag, waarna het team een jaar later door kampioen te worden weer terug promoveerde naar de Tweede divisie. In 2019 werd Jong Vitesse uit de voetbalpiramide gehaald, en keerde het team weer terug in de Beloften Eredivisie. Sinds 2019 maakt hij deel uit van de selectie van het eerste elftal van Vitesse, in eerste instantie bij gebrek aan linksbacks. Hij debuteerde voor Vitesse op 19 oktober 2019, in de met 0-4 gewonnen uitwedstrijd tegen VVV-Venlo. Hij kwam in de 87e minuut in het veld voor Matúš Bero.
Hij maakte zijn eerste doelpunt in de eredivisie op 30 oktober 2020 in de uitwedstrijd tegen Willem II (1-3).

### Statistieken
| Seizoen        | Club           | Land           | Competitie     | Competitie | Competitie | Beker | Beker | Totaal | Totaal |
| Seizoen        | Club           | Land           | Competitie     | Wed.       | Dlp.       | Wed.  | Dlp.  | Wed.   | Dlp.   |
| -------------- | -------------- | -------------- | -------------- | ---------- | ---------- | ----- | ----- | ------ | ------ |
| 2019/20        | Vitesse        | Nederland      | Eredivisie     | 7          | 0          | 4     | 1     | 11     | 1      |
| 2020/21        | Vitesse        | Nederland      | Eredivisie     | 16         | 2          | 2     | 0     | 18     | 2      |
| 2021/22        | Vitesse        | Nederland      | Eredivisie     | 26         | 1          | 1     | 0     | 27     | 1      |
| 2022/23        | RKC Waalwijk   | Nederland      | Eredivisie     | 4          | 0          | 0     | 0     | 4      | 0      |
| Carrièretotaal | Carrièretotaal | Carrièretotaal | Carrièretotaal | 53         | 3          | 7     | 1     | 60     | 4      |

Bijgewerkt t/m 27 augustus 2022